# 工业设计
工業設計（英語：industrial design）是以工學、美學、經濟學為基礎對工業產品進行的設計，它是20世纪初工業化社會的產物，其設計理念從產生之初的“形式隨機能”發展到現今的“在符合各方面需求的基礎上兼具特色”。隨著以機械化為特徵的工業社會向以信息化為特色的知識社會邁進，工業設計也正由專業設計師的工作向更廣泛的用戶參與演變，用戶參與、以用戶為中心成為設計的關鍵詞，並展現出未來設計的趨勢。
工業設計者的設計構思，應該包括產品的整體外型、各種細節特徵的相關位置、顏色、材質、音效；還要考慮產品使用時的人因工程学。更進一步的工業設計構想，會考量到產品的生產流程、材料的選擇、以及在產品銷售中展現產品的特色。工業設計者必須引導產品開發的過程，藉由改善產品的可用性，來使產品更有價值、更低生產成本、更高的產品魅力。

## 定義
工业设计就是对工业产品的使用方式、人机关系、外观造型等做设计和定义的过程。他将产品的功能通过有型的方式创造性的体现，使得工业产品和人的适当的、高效的，甚至有情感的交流得以实现。他是一种产品与人沟通的语言，是工业产品和人之间的重要纽带，是用户体验的决定性组成部分。

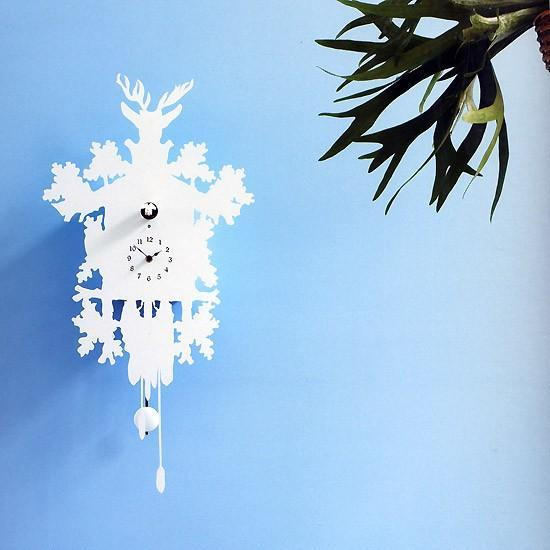
工業設計師的作品

1901年工業設計先祖WALTER GROPIUS，在德國魏玛地方創設包豪斯機構從事現代化的改革之後，世界各國紛紛藉蒸汽機及發動機的力量創造人類生活用品，為達其原先立意「自由」、「平等」、「博愛」的宗旨，改變以往帝王式的華麗唯美之模式，揭舉三大改革方向：
1. 改變傳統造形；
2. 改變製造的素材；
3. 改變生產方式，也就是今日所謂的「量產」（MASS PRODUCTION），模式大都以機械力取代人力，以達人人能消費得起。

1970年国际工业设计协会ICSID（International Council of Societies of Industrial Design）為工業設計下了一個完整的定義：「工業設計，是一種根據產業狀況以決定製作物品之適應特質的創造活動。適應物品特質，不單指物品的結構，而是兼顧使用者和生產者雙方的觀點，使抽象的概念系統化，完成統一而具體化的物品形象，意即著眼於根本的結構與機能間的相互關係，其根據工業生產的條件擴大了人類環境的局面。」
1980年國際工業設計協會理事會（ICSID）給工業設計更新的定義：「就批量生產的工業產品而言，憑藉訓練、技術知識、經驗及視覺感受，而賦予材料、結構、構造、形態、色彩、表面加工、裝飾以新的品質和規格，叫做工業設計。根據當時的具體情況，工業設計師應當在上述工業產品全部側面或其中幾個方面進行工作，而且，當需要工業設計師對包裝、宣傳、展示、市場開發等問題的解決付出自己的技術知識和經驗以及視覺評價能力時，這也屬於工業設計的範疇。」
2006年國際工業設計協會理事會（ICSID）給工業設計又作了如下的定義：設計是一種創造活動，其目的是確立産品多向度的品質、過程、服務及其整個生命週期系統，因此，設計是科技人性化創新的核心因素，也是文化與經濟交流至關重要的因素。
任務：設計在於對結構、組織、功能、表達和經濟關係的發現和評估，其任務是：
- 增強全球可持續化發展和對環境的保護（全球道義）
- 賦予人類社會整體，個人與集體的利益與自由
- 決定用戶，生産者和市場領導者（社會道義）
- 不論世界如何全球化，支援文化多樣性（文化道義）
- 賦予産品、服務和系統與其特性在形式（符號的、語義學）的表達並與它們的內涵相協調（審美的、美學）一致。

設計涉及産品、服務、系統在工業化導入下與工具，組織和邏輯的構想，——不僅僅是因爲系列過程所産生。將設計冠以「工業的（industrial）」形容詞，必須與「産業（industry）」的術語或製造的意義、或「工業化行爲（industrious activity）」的傳統意義有關。因此，設計是一種涉及衆多專業的廣泛頻譜，其範圍包括了産品、服務、平面、室內、建築等所有相關領域。這些活動應該以協和的方式與其他專業團隊合作——進一步提升生命的價值。因此，設計師一詞涉及到以智慧專業方式實踐的個體，而不簡單的是爲商業或服務業的企業。
2015年在第29屆大會公布的工業設計新定義如下：
「工業設計是一個策略性解決問題的過程，推動創新，建立企業的成功，藉由創新的產品，系統，服務和體驗,進而增進更好的生活品質。」
這定義的一個擴大解釋如下：「工業設計是一個策略性解決問題的過程，推動創新，建立企業的成功，藉由創新的產品，系統，服務和體驗,進而增進更好的生活品質。 它是一個跨學科的專業橋樑，運用創造性解決問題，展現於產品，系統，服務，體驗或企業使之獲得更好的解決方案得到更好的結果 它的核心提供了著眼於未來更樂觀的方式,共同打造的解決方案，透過重新定義問題找出機會。鏈接創新，技術，研究，企業和客戶提供跨越經濟，社會和環境領域新的價值和競爭優勢。 工業設計師以人為中心的設計過程。獲得使用者的深刻理解需要通過同情和應用務實的，以使用者為中心的解決問題的過程來設計產品，系統，服務和體驗。 在創新過程中的運用相關策略並具有獨特的優勢彌補不同的專業學科和商業利益。設計師亦創造出經濟，社會和環境的價值以及對一個更好的生活品質作出貢獻。」

## 工作範圍
廣義的工業設計包括諸多領域：

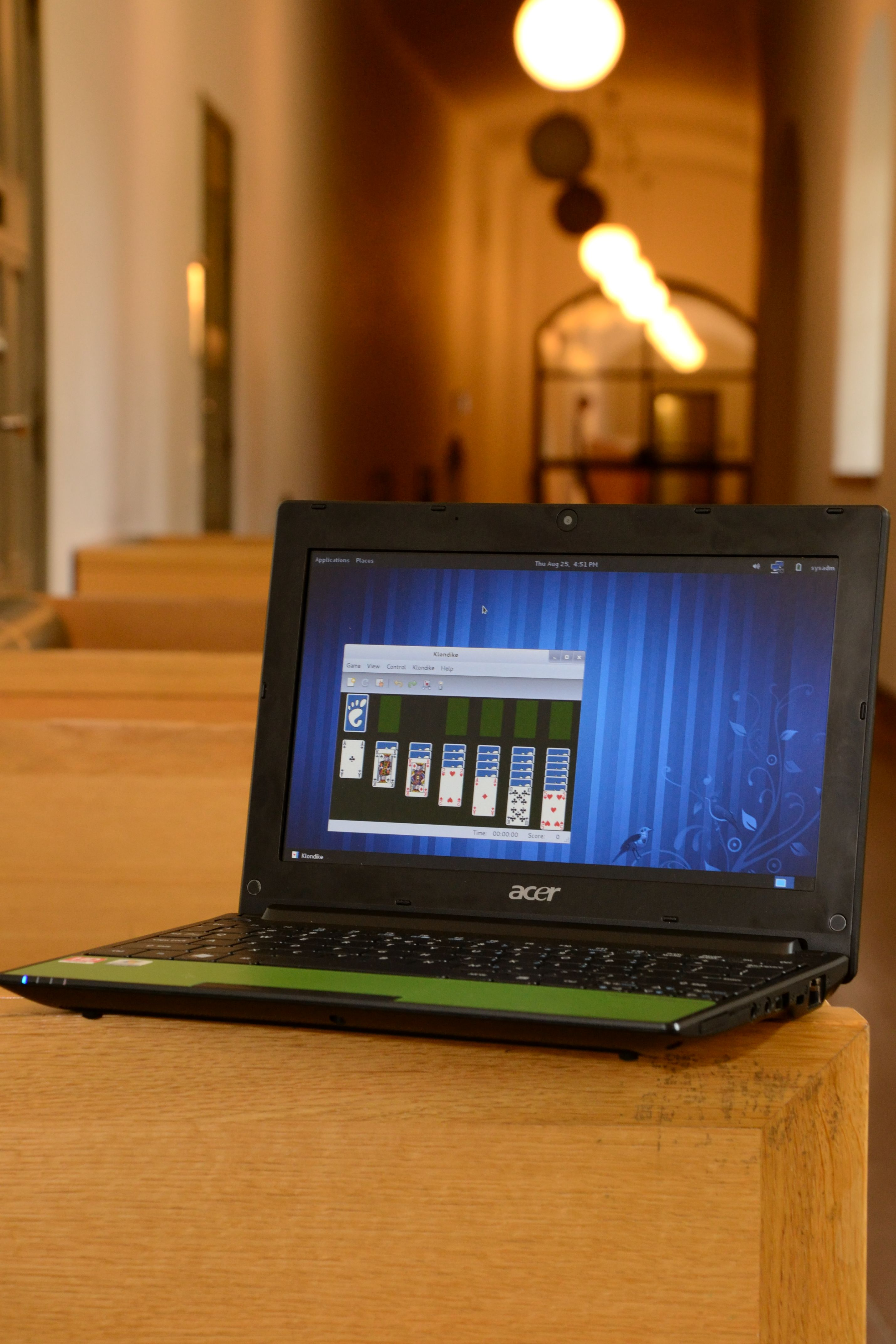
笔记本電腦外形的工業設計

- 產品設計（交通工具設計，生活類用品設計，電子類產品設計等）
- 環境藝術設計（室外環境規劃，室內裝飾設計等）
- 视觉传达设计（企業識別系統，平面設計等）

狹義的工業設計一般專指產品設計。它主要包括：
- 交通工具設計（車輛，飛行器，船艇等）
- 設備儀器設計（工業設備，生產機器，醫療設備及儀器，工程儀器工具等）
- 生活用品設計（文具，燈具，餐具、螺絲刀、鉗子等）
- 傢具設計（桌子，椅子，床，沙發）
- 電子產品設計（數碼類產品，電腦，電子手錶，家用電器等）
- 家電設計（例如：微波爐、洗衣機、家用燈具）
- 其他類（玩具、人機介面）

發展中的工作範圍：
工業設計，是人類生活、行為模式的一種跨領域的改善規劃活動，加上各種數位工具的幫助，工業設計學科現代化之後大為新興勃發，十九世紀的工業設計師只需要畫畫酒瓶或是槍砲的外觀紋飾，但目前一個好的工業設計師或團隊，在職場上須同時平衡包括：藝術（生活文化）——經濟（生產與營銷）——科學（工程）之間的問題，是最主要的聯結者與產品具體化的開發者，已成為影響各國知識經濟實力的重要角色或力量之一。
華人雖為世界知名的工業產品製造者，相關文獻鬆散闕漏及尚待各界專業共同開發的處女地甚多，歐美早期即多有來自各領域的相關文獻，如心理學家撰寫工業產品對使用者的心性影響論文，理論學家探討產品的社會現象、企管人士談論產品設計的價值體驗效益等等，至此，我們也必須瞭解到許多著名的工業設計的工作案例實際上並非單純由工業設計師可以獨力完成。
另外，一些知名的工業設計研究所紛紛招收其他領域非科班出身的學生，來因應這個仍在不斷演進之中的應用學科及其社會需求。
為求工業設計在華人地區整體健全的發展，實有釐清其工作體系範圍之必要性，以凸顯與促進相關的各界探討，定義工業設計過去與未來的課題，並參考近年歐（IF）美（IDEA）日（G-Mark）等國際設計獎項論壇討論內涵，條列出相關派生類項：
- 經營管理：設計管理、設計公司經營、設計經紀人、設計評獎機構、設計仲介機構、工藝設計化（現代商品化）......
- 經濟學：設計品牌價值精算、設計力、設計形象商品、設計品牌......
- 史學：華人工業設計史：（需先定義與工藝史之間的差異始為之）例如天工開物、大同（寶寶）、裕隆（飛羚101）、宏碁電腦、華人工業設計師......
- 交通：街道傢具設計、公共號誌設計、交通設備設計、人孔蓋設計、水溝蓋設計、交通機具
- 建築：建築五金設計、室內五金設計、照明燈具設計
- 社會學：產品使用者心理、產品的社會影響、文化（民俗）產品（如廟器）、設計方法學、設計語意
- 未來學：展望設計
- 藝術：工業美學、質感、設計流派、設計風格、裝飾藝術產品、各產業實務圖學、產品文化、設計元素、設計工具
- 環境：綠色產品、循環運用設計、節能設計、園藝產品設計、生產流程
- 法律：設計抄襲、專利、協同開發流程、安全規範......
- 健康：醫療產品設計、輔具設計、通用設計、嬰幼設計、食具設計
- 機械設計：各產業實務力學設計、流體（散熱）設計、演光設計、架構（迴路）設計
- 材料：特殊材料、材料加工、材料特性、材料估價、材料生產、材料聲學
- 工業設計機構：政府、學術單位、公司、個人

## 工業設計師
工業設計師主要是設計出最能符合顧客群需求的產品，並使產品標準化，進而量產。也是創意工作者、更是把創意副諸實踐的推手。並在諸多規範下，設計出最能符合顧客群需求的產品。
工業設計師是具體化來自產品管理師或經理人（PM/Product Management）、銷售分析師、市場分析師等所歸納開出的抽象客戶使用需求，提案後客觀研發新產品，或是再演化更精進的產品。

## 方法、流程

### 设计目标的确立Design Define
一般是以设计师腦力激盪，或者根据客户的要求而进行深化所得来的。设计目标往往只是模糊的产品意向，这与实际设计还有很大的差距，不过由于时间与成本的问题，设计目标的确立也会有很大差异，这些设计目标从完全的创造到仿制改进都有可能，完全是在设计目标确立的时候所定立的。

### 草圖Idea Sketch
設計構思階段的草圖，在專業中扮演著重要的角色，常被認為是設計創意思考的實踐、紀錄和整合表現的重心。
大多數設計師將其視為表達設計思維最直接有效和激動人心的手段。對設計師而言，設計是在草圖中成長起來的。
美國設計師R.富蘭克林（James R  Franklin）曾這樣描述草圖的作用，「一面反覆繪畫草圖，同時用一種幾乎像佛教禪宗的方式用直覺去領悟用手剛剛畫出來的草圖中的現實境界。對於我來說，這就是在設計。」
在設計過程中，從踏勘基地、分析環境、收集資料開始，形式各異的設計草圖便隨之出現。
這時草圖有紀錄性的、分析性的，也有對隨之而來的感受、聯想的勾畫。
草圖可以最大限度地快速捕捉設計靈感，表達各種構思創意，是概念設計中反映思維衝動，賦予設計對象以外觀和形式的重要表現手段。
並且設計構思草圖還成為概念設計中創造性思維的真實記錄，體現了設計靈感和創意的發生和發展過程，同時還與各類環境藝術設計圖紙一起構成了全面表達設計思維活動形成和完善的系列「文件」。

### 前兩者的演示、研討
設計師通過視覺化的設計語言將無形的創意思想轉化為可視的具體現象，並透過「演示」及「研討」以達到與他人交流的目的。
探讨和沟通必须在产品设计的每一个关键的步骤中进行，特别在制作Sample Model（样机）的时候尤为重要。因为产品設計過程中「探讨和沟通」的結果越接近最终結果，其愈能達到設計的目的。

### 草模Idea Model
工業設計工作中的草模主要是設計人員在打樣之前用來自我檢視產品的外形面、機能面，與使用者的溝通互動時，是否與設計師所初步想像的有所差異。
在設計過程中，依照不同產品的設計流程與不同階段會有不同形式的草模：具體而言有概念模型、機能模型和展現模型等類型的區別。比較常見的有機能草模（或稱功能原型）與外觀草模。常出現的比例有1:1、1:2、1:5等；如果是交通運輸設計類別的話則會出現1:10到1:20不等的外觀比例。
草模在表達設計思維的同時，更重要的是作為一種工具促進設計思考的深化，設計師利用各種各樣的模型使構思形象化，表達了設計中的三度空間關係，激發了自身的創造力，使許多抽像的、難以想像的問題在發展中得到了較好的解答。
材質：關於草模有用到的材質，多為設計人員身邊俯拾可及的材料，像是紙片，瓦楞紙，木板等等，若提及設計業界專業的草模材料則有PU發泡材、EK板，代木（一種仿木材的積層物，顏色多為暗紅色）、中高密度保麗龍等等。

### 產品原型Prototype
工業設計的過程中，在構想展開後，須評估不同的設計方案；在設計定案之前，常須透過產品原型（prototype）來進行最終選擇設計案評估，評估在機能、機構、操作、視覺上等方面的合理性。产品原型可能因为设计师或者客户又或者是生产厂房的问题而改变，也就是说这是工业设计中最主要，最关键，也是工作量最大的一步，因为经过这一阶段，产品就会进行量产。

## 设计分析方式
可以從多角度分析一個產品設計：
- 實用功能（功能性、人因工程學、安全性、可用性、親近設計「對使用者友善」、保養/護理）
- 語義功能
  - 審美功能
  - 符號學/語義學的功能
    - 徵兆功能（視覺的、觸覺的、嗅覺的、聽覺的、味覺的徵兆）
    - 符號功能（社會的觀點、文化的/宗教的觀點、目標群的觀點）
- 永續設計（綠色設計、生態性、可持續性）
  - 生命週期（耐久性，技術上的可用性）
    - 垃圾清除
- 通用設計
- 經濟性
  - 製造成本/製造複雜性
    - 製造技術
    - 生產步驟的數量
    - 原料
    - 原料多樣性/原料複雜性

  - 運輸、倉儲費用（體積、重量、折疊性、堆積性）

## 工業設計的演變

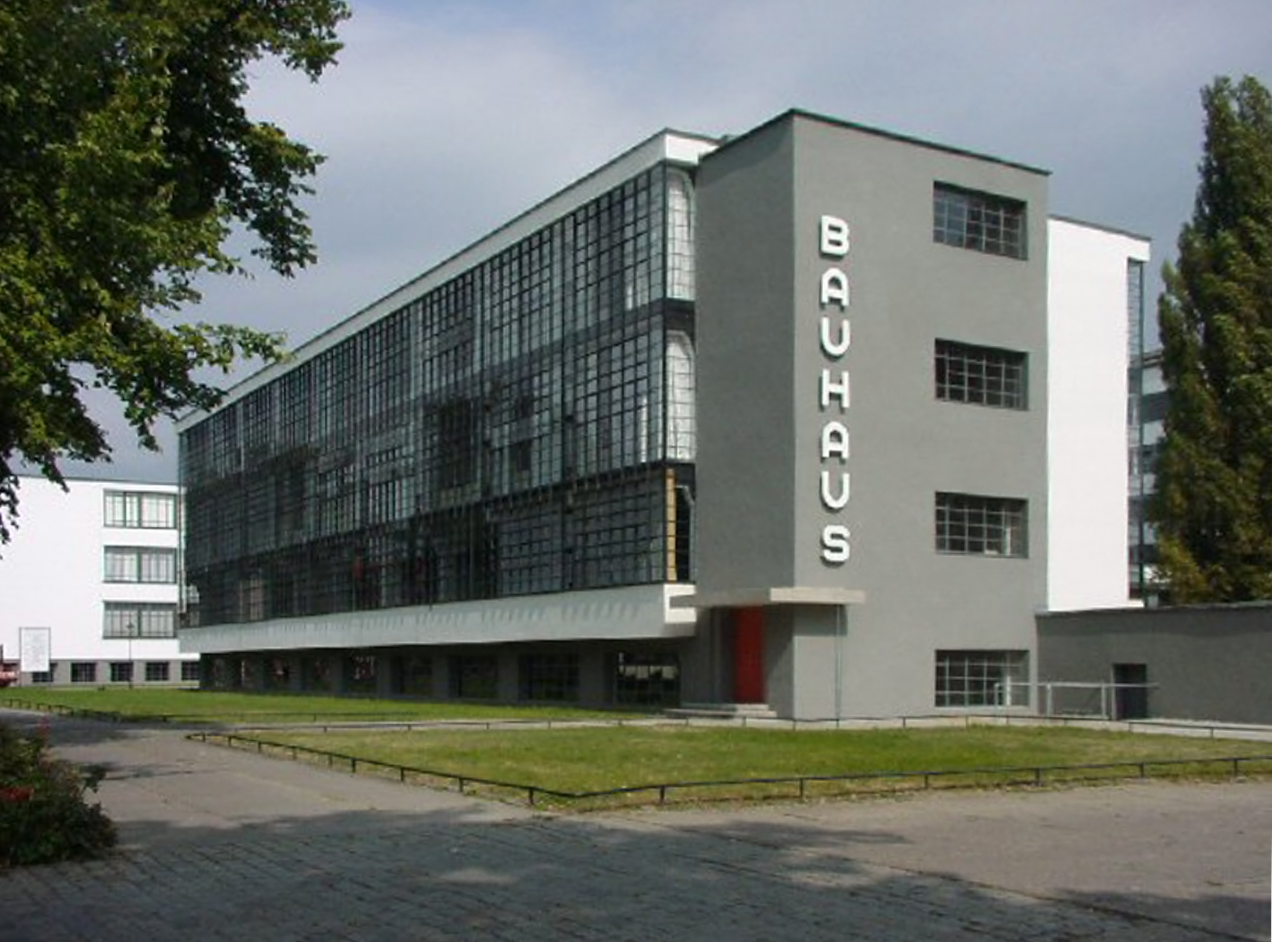
包豪斯校舍

工業革命時期，人們發現很多問題源自結構性，這種困擾使人思考是否可從源頭設計著手加以解決。不同時期的智者，由於各擁有不同的見解，因而產生不同的創作，「工業設計」乃應運而生。例如「美術工藝運動」就是因工業革命之後，自然動力、各種材料及技術和新的工具與機械的發明，而產生的科學及工業奇蹟。
但對於傳統的懷舊和未來的憧憬，使得一些智者就科學、工業、工藝和藝術與其哲學的關係進行全面性思考。他們反對模仿、欺騙的行為，主張作品的率直性與簡潔性。他們也反對裝飾性，反對機器生產，並主張手工製作，主張思考、勞動和創造。
「新藝術運動」就是因「美術工藝運動」對機器的反對，提高了生產製作成本，使得這些作品變成資產階級的奢侈品，無法嘉惠大眾。因此，另一批人就以拋棄歷史式樣和關心機器生產為思想，講求結構、形態和製程的合理性，由內而外結合藝術造形理論和風格，崇尚創造、藝術的表現。但由於太過講求風格，反而流於型態的變化及裝飾，造成作品的華而不實。
「機能主義」則以美為功能的預示、行動為功能的呈現、特性為功能的記載為宣言，探討造形與機能的關係。以改變材料、建立結構的創新及新美學，促使工業技術的建立和造形的許可性，建立於「方法和功能」，而非建立在「易於了解」上。他們相信有機性及需要，造形追隨機能，並痛恨高度封建和專制的文化。
德國「包豪斯學院」（Bauhaus）創辦人沃爾特·格羅佩斯（Walter Gropius），主張以團隊合作方式及客觀方法，積極拯救因機器大量生產所造成家庭的無序，並探討設計品質，使之回歸到符合人本目的、感情及基本需要，避免人類成為機械的奴隸。藉著基本課程，對材料的了解及知識的應用，打破藝術家、工藝家間的藩籬。
1930年代美國經歷經濟大恐慌，商業藝術家與廣告插畫者乃思考產品外觀的改進，使產品能誘發人們的欲望，以解決銷售的困境。有人探討以人為本、使用者與製造品調和的設計；有人運用科學原理於產品造形上；有人使產品簡潔化並易於了解；有人把鋁材或塑膠應用在產品中，使造形更輕巧和簡潔；更有人把未來的情境應用於設計中。
40、50年代除考慮造形、機械功能之外，還得另外考慮到產品生命周期和創造使用者的需要。企業界從當代生活的研究與消費者的需求來引導設計，並從市場分析和產品規畫來界定產品參數，以滿足消費者的興趣。戰後新一代的設計師努力於象徵符號的探討，建議被製造的物品須提供消費者心理上的滿足，使得消費者能更方便地辨認與了解。另一方面，為了降低成本而採行的產業外移，更引發了產品的國際化。
除此之外，這一時期由於物品的增多、交通的便利，郵寄購買的服務也開始流行，加上生活空間的不足，出現了不少強調可堆積性、可折疊性、模組化、高雅及多功能的優良產品。另外配合環境可替換的單元協調組合產品，由從前僅供一人使用的專業產品設計中蛻變出來。
1950年代，波普藝術（popular art）由歐洲傳入了美國，使得年輕人對環境、大眾文化與生活感受更加關心。年輕的設計系學生因此受到深刻的影響，同時也產生關心人類價值和環境品質的人本主義。
有識之士重新檢視設計價值、使命、文化和大眾事務，對於產品的唯物主義、可丟棄性、品質、安全，以及對廣告、產品和包裝意象的欺騙，給予道德批判。這個結果使得設計師除了必須重新探討消費者所了解的符號傾向，考慮製造品是否像是一種波普藝術的造形之外，同時也得了解設計是一種對大眾生活負責的工作。

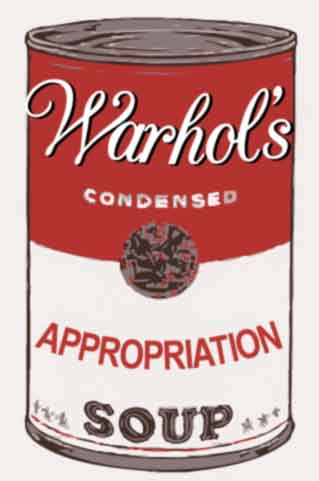
波普藝術設計

70年代以後，工業設計影響了生活的各個層面，專為單一目的而設計的主題在這時已經很難看到了，設計的發揮也因主題、設計師背景、產品類別、公司型態等而有所不同。但自60年代流傳下來對大眾生活的責任感，卻由於1970年代的產品包裝所造成的環境污染和資源浪費，而有所反省。能源危機更使得設計師必須對環保及能源問題盡一份心意。輕、薄、短、小的產品於焉而生。
在這個年代中，有識之士紛紛著書疾呼，包括《為真實世界設計》、《合乎人性之設計》、《設計自覺》、《設計倫理和跨代設計》等。這些著作探討設計哲學、倫理和設計師應該考慮的有關文化、社會、生態、經濟、殘障安全等問題。此外，還包括人體工學、人因工程学、電腦輔助設計、設計管理和策略、產品認知工程、感性工學等。這些問題與學問，自70年代以後被廣泛地探討與應用。
1980年代義大利的Memphis運動，打破了傳統造形與功能的變化。在Memphis的看法裡，設計的規則是自我的表現與剎那的自由，卻受限於語意學的界限。
50、60年代的人類文化學、波普藝術、象徵符號學、人本主義、東方哲學與型態，重視人性的、較可回憶的及較多情感的設計，影響著整個70、80年代的設計界，形成了後現代主義。
隨著以機械化為特征的工業社會向以信息化為特色的知識社會邁進，工業設計的範疇也隨之擴展，工業設計由主要為工業企業服務擴大到為金融、商業、旅遊、保險、娛樂等現代服務業服務；由產品設計等硬件設計擴展到公共關係、企業形象等軟件；由有形產品的設計擴展到“體驗設計”、“非物質設計”等無形產品的設計，用戶參與設計的創新2.0模式逐步浮現，工業設計也正由專業設計師的工作向更廣泛的用戶參與演變，“工業設計”的概念逐漸為內涵更加豐富的“設計”概念所取代。
基於經濟、觀念及「道可道，非常道」的理由，至今對後現代設計還未有一個主要的定義。可知各種時期不同的大師都有不同的看法和做法，工業設計歷史的發展因子都可做為設計創意的泉源。

## 优秀设计的十条准则（Dieter Rams "Good design" principles）
1. 优秀的设计应该是创新的。（Good Design Is Innovative.）
2. 优秀的设计让产品更加实用。（Good Design makes a product useful.）
3. 优秀的设计是美的。（Good Design is aesthetic.）
4. 优秀的设计使产品更容易被读懂。（Good Design makes a product understandable.）
5. 优秀的设计是谦虚的。（Good Design is unobtrusive.）
6. 优秀的设计是诚实的。（Good Design is honest.）
7. 优秀的设计经得起岁月的考验。（Good Design is long-lasting.）
8. 优秀的设计是考虑周到并且不放过每个细节的。（Good Design is thorough down to the last detail.）
9. 优秀的设计是关怀环境的。（Good Design is environmentally friendly.）
10. 优秀的设计是简洁的。（Good Design is as little design as possible.）

## 外部連結
- WDO - 國際工業設計協會 （页面存档备份，存于）